# Linea Hanwa

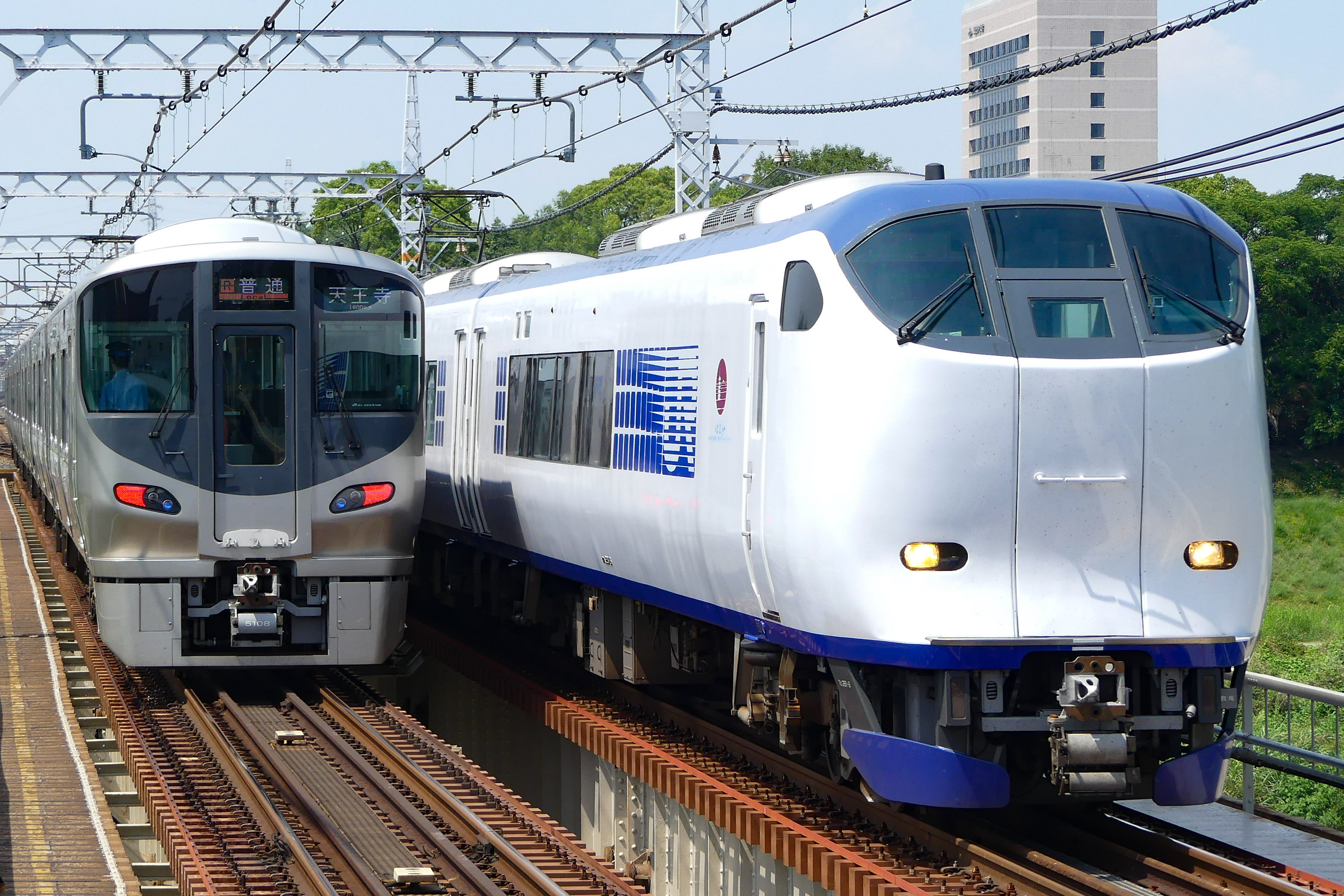
Un treno della serie 225 sulla linea Hanwa

La linea Hanwa (阪和線?, Han'wa-sen) è una ferrovia a scartamento ridotto situata fra Ōsaka e Wakayama, in Giappone, gestita dalla JR West che collega la stazione di Tennōji alla stazione di Wakayama. La linea è utilizzata anche dai treni diretti all'Aeroporto Internazionale del Kansai, che arrivati alla stazione di Hineno si immettono sulla linea Kansai Aeroporto.

## Storia
La linea fu costruita nel 1929 e gestita dalla Società Ferrovie Elettriche Hanwa fino al 1940, quando fu incorporata nelle Ferrovie Nankai (predecessore delle Ferrovie Elettriche Nankai), divenendo così la linea Yamanote Nankai. La Linea Yamanote è stata poi nazionalizzata nel 1944 e denominata Linea Hanwa.
Quando L'Aeroporto Internazionale del Kansai venne aperto nel 1994, la Linea Hanwa divenne uno dei principali collegamenti ferroviari tra la città e l'aeroporto (insieme alla Linea principale Nankai).

## Treni
Il termine della linea è la stazione di Tennōji, a Ōsaka, dove iniziano e terminano la maggior parte dei servizi suburbani. Tuttavia molti treni continuano, entrando nella linea Circolare di Ōsaka verso altre destinazioni. Il capolinea di Wakayama è l'omonima stazione. Alcuni treni percorrono la linea fino alla stazione di Hineno per poi percorrere la linea Kansai Aeroporto fino all'Aeroporto Internazionale del Kansai. I binari sono collegati alla linea principale Kisei, e alcuni treni proseguono su questa.
La Linea di diramazione Hagoromo (羽衣支線?, Hagoromo-shisen), chiamata anche Linea Hagoromo (羽衣線?, Hagoromo-sen) o Diramazione Higashi-Hagoromo (東羽衣支線?, Higashi-Hagoromo-shisen), fra le stazioni di Ōtori e di Higashi Hagoromo è ufficialmente parte della linea Hanwa. Sulla linea di 1,7 km operano solo treni-navetta locali.

### Treni suburbani
- Locali: Tennoji - Wakayama

I treni fermano ad ogni stazione della linea, e sono le corse fra Tennoji e Otori vengono effettuate nel periodo di morbida.
- Servizio Rapido Kishuji:

I treni corrono sulla Linea Circolare di Ōsaka dalla stazione di Kyobashi verso Tennōji via Osaka, prima di entrare sulla linea Hanwa dopo essersi fermati nelle stazioni di Sakuranomiya, Temma, Osaka, Nishikujo, stazione di Bentenchō, Taishō e Shin-Imamiya.
- Servizio Rapido per Aeroporto Kansai:

I treni di solito corrono doppia composizione coi Rapidi Kishuji tra Kyobashi e Hineno prima di separarsi per accedere all'Aeroporto Internazionale del Kansai. Durante le ore di punta fermano in tutte le stazioni fra Osaka e Tennōji via Tsuruhashi e Kyobashi.
- Servizio diretto rapido: Osaka - Wakayama

I treni durante l'ora di punta mattutina dei giorni feriali si fermano solo alle maggiori stazioni della linea Hanwa, e su tutte quelle della linea Circolare di Ōsaka.
- Servizio rapido: Tennoji - Wakayama

I treni percorrono tutta la linea Hanwa, con servizio esteso anche alla linea principale Kisei.
- Servizio Rapido B: Tennoji - Wakayama

I treni fermano solo alle principali stazioni nelle fasce pendolari fino a Kumatori, per proseguire come locali fino alla Wakayama.
- Servizio regionale rapido: Tennōji - Hineno / Wakayama

I treni fermano solo alle principali stazioni nelle fasce pendolari fino a Otori, per proseguire come locali fino alla Wakayama. I treni percorrono quasi sempre il tratto fino ad Hineno.

## Stazioni

### Linea Hanwa
| Stazione                                                                                       | Giapponese | Dist. interst. | Dist. totale | RS | RB | RD | RK | RA | Rp | Collegamenti | Posizione           | Posizione              | Posizione |
| ---------------------------------------------------------------------------------------------- | ---------- | -------------- | ------------ | -- | -- | -- | -- | -- | -- | --- | ------------------- | ---------------------- | --------- |
| Servizi provenienti dalla stazione di Shin-Ōsaka e dalla Kyōbashi via Linea Circolare di Ōsaka |            |                |              |    |    |    |    |    |    | |                     |                        |           |
| Tennōji                                                                                        | 天王寺     | -              | 0.0          | ●  | ●  | ●  | ●  | ●  | ●  | West Japan Railway Company: ■ Linea Circolare di Osaka ■ Linea principale Kansai (Yamatoji) Metropolitana di Osaka: Linea Midōsuji Linea Tanimachi Ferrovie Kintetsu: ■ Linea Kintetsu Minami-Ōsaka (presso Ōsaka-Abenobashi) ■ Tram di Osaka: Linea Hankai (fermata "Tennōji-ekimae") | Tennōji-ku, Osaka   | Prefettura di Osaka    |           |
| Bishōen                                                                                        | 美章園     | 1.5            | 1.5          | ｜ | ｜ | ↑  | ｜ | ｜ | ｜ | | Abeno-ku, Osaka     | Prefettura di Osaka    |           |
| Minami-Tanabe                                                                                  | 南田辺     | 1.5            | 3.0          | ｜ | ｜ | ↑  | ｜ | ｜ | ｜ | | Abeno-ku, Osaka     | Prefettura di Osaka    |           |
| Tsurugaoka                                                                                     | 鶴ヶ丘     | 0.9            | 3.9          | ｜ | ｜ | ↑  | ｜ | ｜ | ｜ | | Abeno-ku, Osaka     | Prefettura di Osaka    |           |
| Nagai                                                                                          | 長居       | 0.8            | 4.7          | ｜ | ｜ | ↑  | ｜ | ｜ | ｜ | Metropolitana di Osaka: Linea Midōsuji | Sumiyoshi-ku, Osaka | Prefettura di Osaka    |           |
| Abikochō                                                                                       | 我孫子町   | 1.2            | 5.9          | ｜ | ｜ | ↑  | ｜ | ｜ | ｜ | | Sumiyoshi-ku, Osaka | Prefettura di Osaka    |           |
| Sugimotochō                                                                                    | 杉本町     | 1.0            | 6.9          | ｜ | ｜ | ↑  | ｜ | ｜ | ｜ | | Sumiyoshi-ku, Osaka | Prefettura di Osaka    |           |
| Asaka                                                                                          | 浅香       | 1.0            | 7.9          | ｜ | ｜ | ↑  | ｜ | ｜ | ｜ | | Sakai-ku, Sakai     | Prefettura di Osaka    |           |
| Sakaishi                                                                                       | 堺市       | 0.9            | 8.8          | ●  | ●  | ●  | ●  | ●  | ●  | | Sakai-ku, Sakai     | Prefettura di Osaka    |           |
| Mikunigaoka                                                                                    | 三国ヶ丘   | 1.4            | 10.2         | ●  | ●  | ●  | ●  | ●  | ●  | ■ Linea Nankai Kōya | Sakai-ku, Sakai     | Prefettura di Osaka    |           |
| Mozu                                                                                           | 百舌鳥     | 0.9            | 11.1         | ｜ | ｜ | ↑  | ｜ | ｜ | ｜ | | Sakai-ku, Sakai     | Prefettura di Osaka    |           |
| Uenoshiba                                                                                      | 上野芝     | 1.3            | 12.4         | ｜ | ｜ | ↑  | ｜ | ｜ | ｜ | | Nishi-ku, Sakai     | Prefettura di Osaka    |           |
| Tsukuno                                                                                        | 津久野     | 1.3            | 13.7         | ｜ | ｜ | ↑  | ｜ | ｜ | ｜ | | Nishi-ku, Sakai     | Prefettura di Osaka    |           |
| Ōtori                                                                                          | 鳳         | 1.4            | 15.1         | ●  | ●  | ●  | ●  | ●  | ●  | West Japan Railway Company: Linea di diramazione Higashi-Hagoromo | Nishi-ku, Sakai     | Prefettura di Osaka    |           |
| Tonoki                                                                                         | 富木       | 1.2            | 16.3         | ●  | ｜ | ↑  | ｜ | ｜ | ｜ | | Takaishi            | Prefettura di Osaka    |           |
| Kita-Shinoda                                                                                   | 北信太     | 1.7            | 18.0         | ●  | ｜ | ↑  | ｜ | ｜ | ｜ | | Izumi               | Prefettura di Osaka    |           |
| Shinodayama                                                                                    | 信太山     | 1.4            | 19.4         | ●  | ｜ | ↑  | ｜ | ｜ | ｜ | | Izumi               | Prefettura di Osaka    |           |
| Izumi-Fuchū                                                                                    | 和泉府中   | 1.5            | 20.9         | ●  | ●  | ●  | ●  | ●  | ●  | | Izumi               | Prefettura di Osaka    |           |
| Kumeda                                                                                         | 久米田     | 3.0            | 23.9         | ●  | ｜ | ↑  | ｜ | ｜ | ｜ | | Kishiwada           | Prefettura di Osaka    |           |
| Shimomatsu                                                                                     | 下松       | 1.2            | 25.1         | ●  | ｜ | ↑  | ｜ | ｜ | ｜ | | Kishiwada           | Prefettura di Osaka    |           |
| Higashi-Kishiwada                                                                              | 東岸和田   | 1.5            | 26.6         | ●  | ●  | ●  | ●  | ●  | ●  | | Kishiwada           | Prefettura di Osaka    |           |
| Higashi-Kaizuka                                                                                | 東貝塚     | 1.5            | 28.1         | ●  | ｜ | ↑  | ｜ | ｜ | ｜ | | Kaizuka             | Prefettura di Osaka    |           |
| Izumi-Hashimoto                                                                                | 和泉橋本   | 1.9            | 30.0         | ●  | ｜ | ↑  | ｜ | ｜ | ｜ | | Kaizuka             | Prefettura di Osaka    |           |
| Higashi-Sano                                                                                   | 東佐野     | 1.5            | 31.5         | ●  | ｜ | ↑  | ｜ | ｜ | ｜ | | Izumisano           | Prefettura di Osaka    |           |
| Kumatori                                                                                       | 熊取       | 1.5            | 33.0         | ●  | ●  | ●  | ●  | ●  | ●  | | Kumatori            | Prefettura di Osaka    |           |
| Hineno                                                                                         | 日根野     | 1.9            | 34.9         | ●  | ●  | ●  | ●  | ●  | ●  | West Japan Railway Company: Linea Kansai Aeroporto | Izumisano           | Prefettura di Osaka    |           |
| Servizi provenienti dalla stazione di Kansai Aeroporto via linea Kansai Aeroporto              |            |                |              |    |    |    |    |    |    | |                     |                        |           |
| Nagataki                                                                                       | 長滝       | 1.4            | 36.3         | ●  | ●  | ↑  | ○  |    | ｜ | | Izumisano           | Prefettura di Osaka    |           |
| Shinge                                                                                         | 新家       | 2.3            | 38.6         | ●  | ●  | ↑  | ○  |    | ｜ | | Sennan              | Prefettura di Osaka    |           |
| Izumi-Sunagawa                                                                                 | 和泉砂川   | 1.9            | 40.5         | ●  | ●  | ●  | ●  |    | ●  | | Sennan              | Prefettura di Osaka    |           |
| Izumi-Tottori                                                                                  | 和泉鳥取   | 2.8            | 43.3         | ●  | ●  | ↑  | ○  |    | ｜ | | Hannan              | Prefettura di Osaka    |           |
| Yamanakadani                                                                                   | 山中渓     | 1.9            | 45.2         | ●  | ●  | ↑  | ○  |    | ｜ | | Hannan              | Prefettura di Osaka    |           |
| Kii                                                                                            | 紀伊       | 8.1            | 53.3         | ●  | ●  | ●  | ●  |    | ●  | | Wakayama            | Prefettura di Wakayama |           |
| Musota                                                                                         | 六十谷     | 3.9            | 57.2         | ●  | ●  | ●  | ●  |    | ●  | | Wakayama            | Prefettura di Wakayama |           |
| Kii-Nakanoshima                                                                                | 紀伊中ノ島 | 3.0            | 60.2         | ●  | ●  | ↑  | ○  |    | ｜ | | Wakayama            | Prefettura di Wakayama |           |
| Wakayama                                                                                       | 和歌山     | 1.1            | 61.3         | ●  | ●  | ●  | ●  |    | ●  | West Japan Railway Company: Linea principale Kisei Linea Wakayama Ferrovie di Wakayama: Linea Kishigawa | Wakayama            | Prefettura di Wakayama |           |
| Line continues as Kisei Main Line                                                              |            |                |              |    |    |    |    |    |    | |                     |                        |           |

### Linea di diramazione Higashi-Hagoromo
| Stazione         | Giapponese | Posizione                                                                   | Posizione |
| ---------------- | ---------- | --------------------------------------------------------------------------- | --------- |
| Ōtori            | 鳳         | West Japan Railway Company: Linea Hanwa                                     | Sakai     |
| Higashi-Hagoromo | 東羽衣     | ■ Ferrovie Nankai: Linea principale Nankai (presso la stazione di Hagoromo) | Takaishi  |